# 호쿠리쿠 선단과학기술대학원대학
호쿠리쿠 선단과학기술대학원대학(北陸先端科学技術大学院大学, Japan Advanced Institute of Science and Technology; JAIST)는 이시카와현 노미시에 본부를 두고 있는 일본의 국립대학이다. 1990년에 설치되었다.
이시카와 사이언스 파크의 중핵이다. JAIST는 과학 및 기술 관련 전문 연구 및 개발에 대한 다양한 과정이 있다. 도쿄도 미나토구에 도쿄 새틀라이트 캠퍼스가 있고, 가나자와시 및 도야마시에서 수업을 받을 수 있다.
'21세기 중심 우수 프로그램'에서 JAIST는 2과목을 수상했다. 하나는 '과학의 이해에 기초한 기술 개발'(Technology Creation based on Knowledge Science) [2003]이고, 다른 하나는 'E-사회의 진보 및 증명'(Verifiable and Evolvable E-Society) [2004]이다.

## 역사
- 1989년 도쿄공업전문대학의 위원회는 연구목적의 대학을 이시카와 현에 세우기로 결정
- 1990년 JAIST는 일본의 첫 학사과정 없는 대학원, 정보과학대학원을 계획하고, 대학도서관을 시공
- 1991년 재료과학대학원을 계획하고, 정보과학센터를 설립
- 1992년 신물질센터를 설립
- 1993년 전문 과학 및 개발의 연구 및 조사센터를 설립
- 1994년 건강증진센터를 설립
- 1996년 대학도서관 설립
- 1998년 지식과학센터 설립
- 2001년 원격교육센터 및 인터넷연구센터 설립
- 2002년 나노기술 및 물질 센터를 세우고, 이에 따라 신물질센터 건립, 벤쳐비즈니스연구소 설립
- 2003년 지적재산가동센터 및 중요과학기술연구센터를 설립
- 2004년 신뢰가능한 E-사회 연구 센터를 설립
- 2007년 과학연구센터를 통합, 임베디드 기술 시스템 센터 설립

## 연구 기관
- 정보기술대학원
  - 정보기술과

- 재료과학대학원
  - 재료과학과

- 지식과학대학원
  - 지식과학과

모든 대학원은 석사과정 및 박사과정프로그램을 가지고 있다. 석사과정의 기간은 보통 2년이고, 박사과정의 기간은 보통 3년이다.